# Campeonato Europeo de Halterofilia de 1992
El LXXI Campeonato Europeo de Halterofilia se celebró en el año 1992 en dos sedes: las competiciones masculinas en Szekszárd (Hungría) y las femeninas en Loures (Portugal), bajo la organización de la Federación Europea de Halterofilia (EWF), la Federación Húngara de Halterofilia y la Federación Portuguesa de Halterofilia.

## Medallistas

### Masculino
| Evento  | Oro                                             | Plata                                               | Bronce                                             |
| ------- | ----------------------------------------------- | --------------------------------------------------- | -------------------------------------------------- |
| 52 kg   | Sevdalin Minchev Bulgaria 115,0 + 140,0 = 255,0 | Traian Cihărean · Rumania · 117,5 + 137,5 = 255,0   | Halil Mutlu Turquía 110,0 + 137,5 = 247,5          |
| 56 kg   | Ivan Ivanov Bulgaria 117,5 + 155,0 = 272,5      | Albert Nasibulin CEI 117,5 + 155,0 = 272,5          | Aurel Sîrbu · Rumania · 115,0 + 150,0 = 265,0      |
| 60 kg   | Nikolai Peshalov Bulgaria 137,5 + 175,0 = 312,5 | Naim Süleymanoğlu Turquía 142,5 + 170,0 = 312,5     | Siarhei Laurenau CEI 140,0 + 160,0 = 300,0         |
| 67,5 kg | Yoto Yotov Bulgaria 152,5 + 185,0 = 337,5       | Israyel Militosian CEI 155,0 + 180,0 = 335,0        | Umar Edeljanov CEI 147,5 + 177,5 = 325,0           |
| 75 kg   | Vladimir Kuznetsov CEI 165,0 + 190,0 = 355,0    | Andrei Socaci · Rumania · 160,0 + 190,0 = 350,0     | Oleg Sadijov Israel 155,0 + 187,5 = 342,5          |
| 82,5 kg | Ibraguim Samadov CEI 165,0 + 205,0 = 370,0      | Krzysztof Siemion · Polonia · 165,0 + 202,5 = 367,5 | Pyrros Dimas · Grecia · 165,0 + 202,5 = 367,5      |
| 90 kg   | Kaji Kajiashvili CEI 175,0 + 225,0 = 400,0      | Sławomir Zawada · Polonia · 180,0 + 212,5 = 392,5   | Ivan Chakarov Bulgaria 175,0 + 210,0 = 385,0       |
| 100 kg  | Tymur Taimazov CEI 190,0 + 225,0 = 415,0        | Waldemar Malak · Polonia · 182,5 + 212,5 = 395,0    | Andor Szanyi · Hungría · 175,0 + 217,5 = 392,5     |
| 110 kg  | Igor Kachurin CEI 197,5 + 217,5 = 415,0         | Yuri Dandik Israel 190,0 + 217,5 = 407,5            | Piotr Banaszak · Polonia · 180,0 + 210,0 = 390,0   |
| +110 kg | Kolio Kolev Bulgaria 185,0 + 225,0 = 410,0      | Erdinç Arslan Turquía 175,0 + 220,0 = 395,0         | Jiří Zubrický Checoslovaquia 165,0 + 212,5 = 377,5 |

1. 1 2 3  Arrancada (kg) + dos tiempos (kg) = total olímpico (kg).

### Femenino
| Evento   | Oro                                | Plata                           | Bronce                             |
| -------- | ---------------------------------- | ------------------------------- | ---------------------------------- |
| 44 kg    | Csilla Földi · Hungría ·           | Eulália Romão Portugal          | Blanca Fernández García · España · |
| 48 kg    | Donka Mincheva Bulgaria            | María Dolores Sotoca · España · | Sara Duarte Portugal               |
| 52 kg    | Neli Yankova Bulgaria              | Siika Stoeva Bulgaria           | Anna Strumbu · Grecia ·            |
| 56 kg    | Zhaneta Gueorguieva Bulgaria       | Liubov Petrujina CEI            | Svetlana Adam CEI                  |
| 60 kg    | Guergana Kirilova Bulgaria         | María Jristoforidu · Grecia ·   | Erzsébet Márkus · Hungría ·        |
| 67,5 kg  | Milena Trendafilova Bulgaria       | Jeanette Rose Reino Unido       | María Dolores Martínez · España ·  |
| 75 kg    | Panayota Antonopulu · Grecia ·     | Mária Takács · Hungría ·        | Senka Asenova Bulgaria             |
| 82,5 kg  | Karoliina Leppäluoto · Finlandia · | Monique Riesterer · Alemania ·  | Line Mary Francia                  |
| +82,5 kg | Liubov Grygurko CEI                | Erika Takács · Hungría ·        | Soňa Vašíčková Checoslovaquia      |

## Medallero
| Núm. | País            | Oro | Plata | Bronce | Total |
| ---- | --------------- | --- | ----- | ------ | ----- |
| 1    | Bulgaria        | 10  | 1     | 2      | 13    |
| 2    | CEI             | 6   | 3     | 3      | 12    |
| 3    | Hungría         | 1   | 2     | 2      | 5     |
| 4    | Grecia          | 1   | 1     | 2      | 4     |
| 5    | Finlandia       | 1   | 0     | 0      | 1     |
| 6    | Polonia         | 0   | 3     | 1      | 4     |
| 7    | Rumania         | 0   | 2     | 1      | 3     |
| 7    | Turquía         | 0   | 2     | 1      | 3     |
| 9    | España          | 0   | 1     | 2      | 3     |
| 10   | Israel          | 0   | 1     | 1      | 2     |
| 10   | Portugal        | 0   | 1     | 1      | 2     |
| 12   | Alemania        | 0   | 1     | 0      | 1     |
| 12   | Reino Unido     | 0   | 1     | 0      | 1     |
| 14   | República Checa | 0   | 0     | 2      | 2     |
| 15   | Francia         | 0   | 0     | 1      | 1     |
|      | TOTAL           | 19  | 19    | 19     | 57    |